# アレクセイ・ヴェネツィアーノフ
アレクセイ・ヴェネツィアーノフ(Алексе́й Гаври́лович Венециа́нов; 1780年2月18日 – 1847年1月4日) は、ロシアの画家。

## 略歴
ロシア帝国のモスクワで誕生した。商人の家であり、ギリシャ系であった。森林管理をする官吏になったあと画家を志して独学で絵を学んでいたが、やがてウラジミール・ボロビコフスキーに弟子入りした。当初は仕事の依頼は無かったが、1811年にキリル・ゴロヴァチェフスキーの肖像画で評価されてアカデミー入りを果たした。
サンクトペテルブルクで兵役に服した後、1819年にトヴェリ県のサフォンコーヴォ村に移り住み、現地で農村の日常生活を描いた。そしてヴェネツィアーノフは貧しい若者を集めて美術塾を開いて弟子を育成した。教え子にはグリゴリー・ソロカなどがいた。
1847年にトヴェリ近郊のポドゥビ村で馬車による交通事故で没した。

## 作品

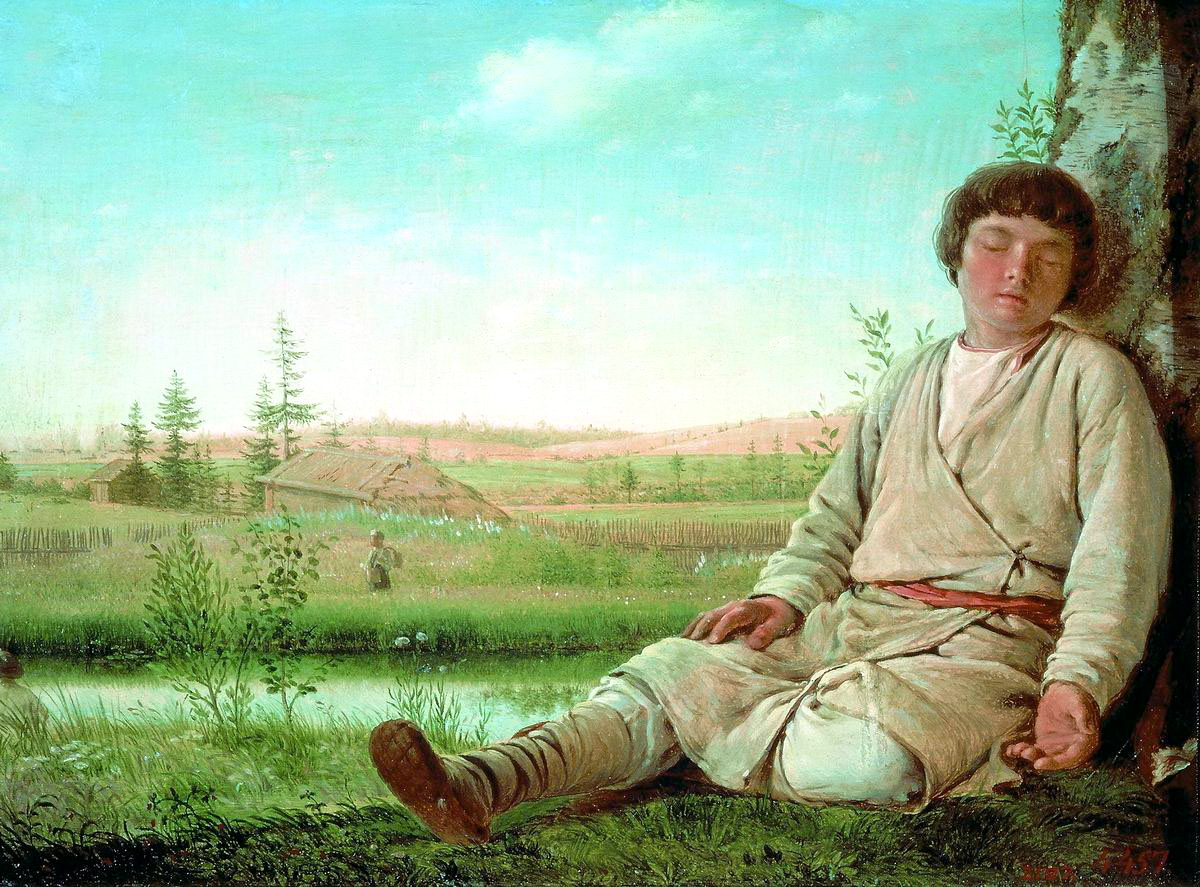
眠れる羊飼いの少年
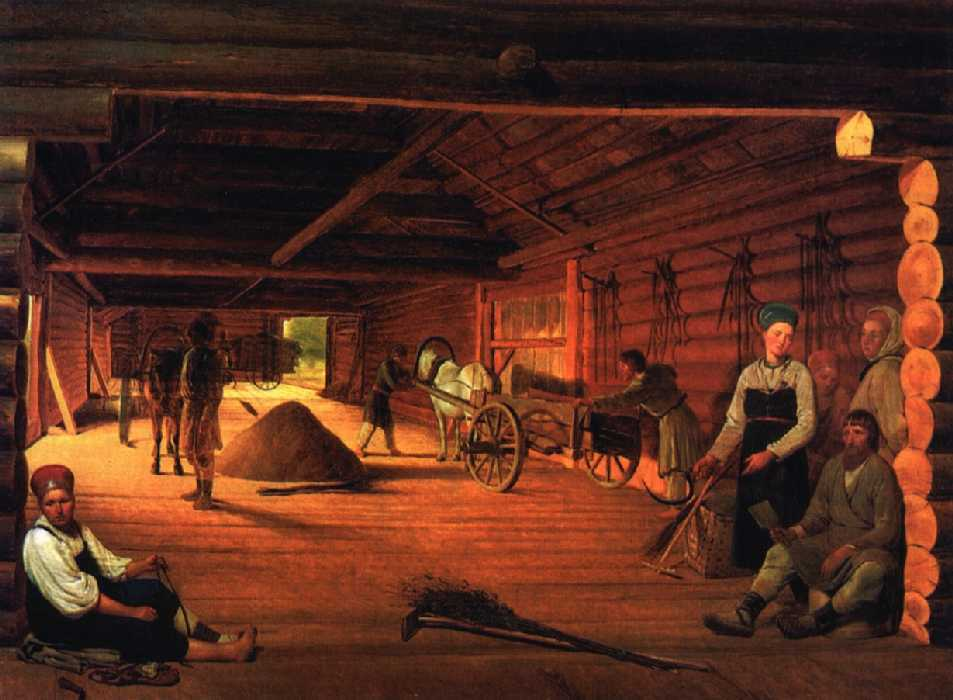
脱穀場
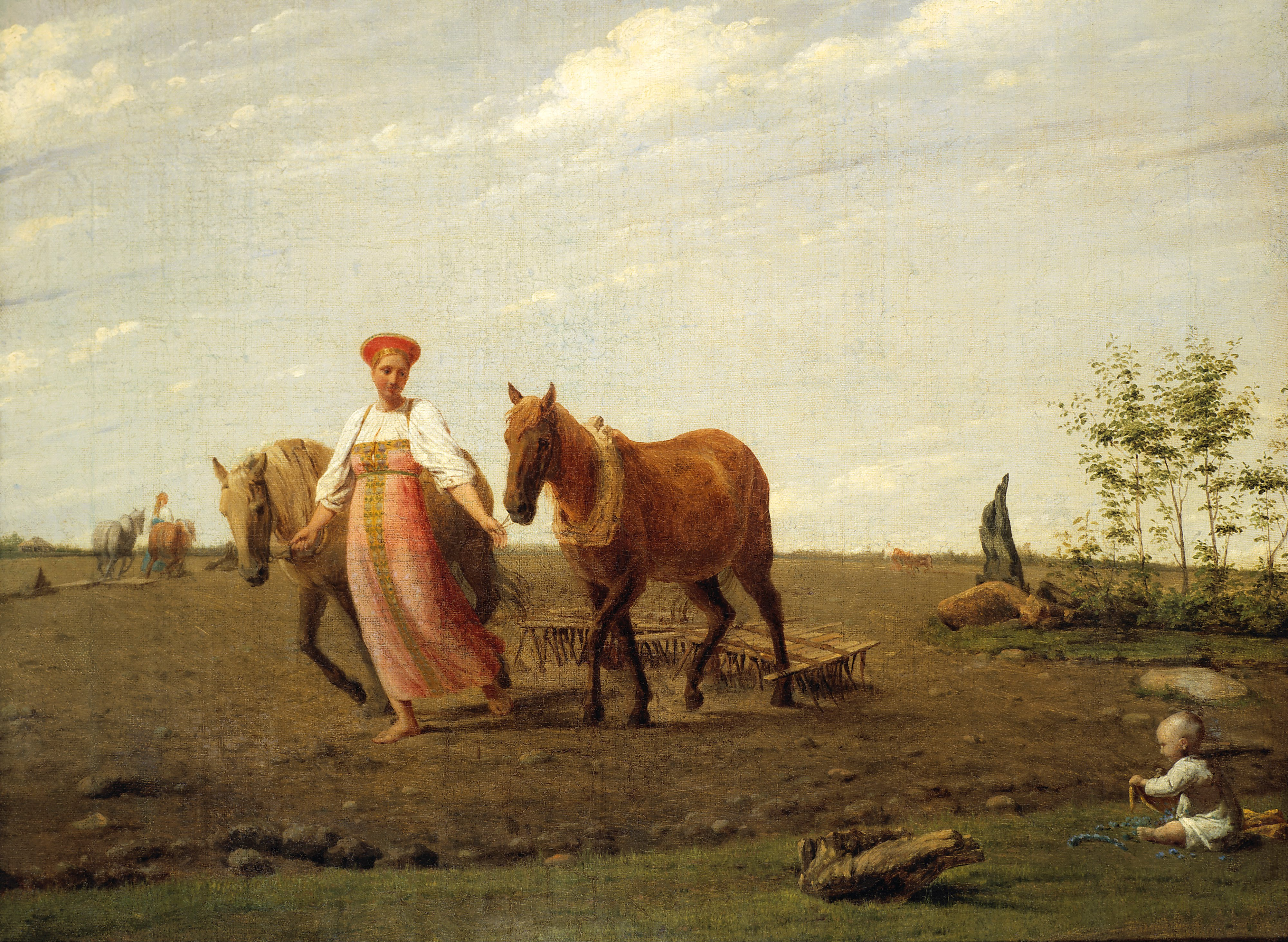
春、耕された大地

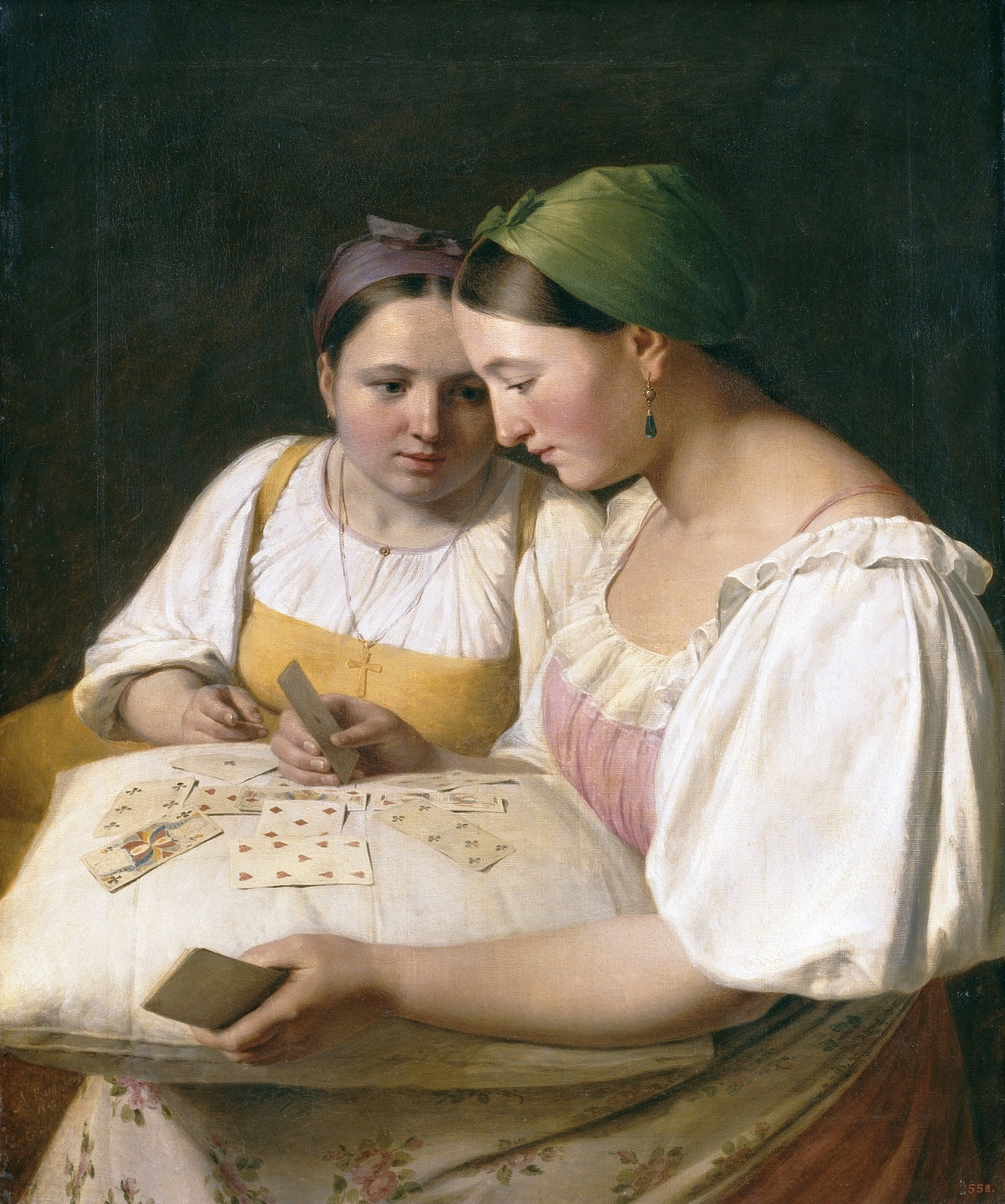
占い
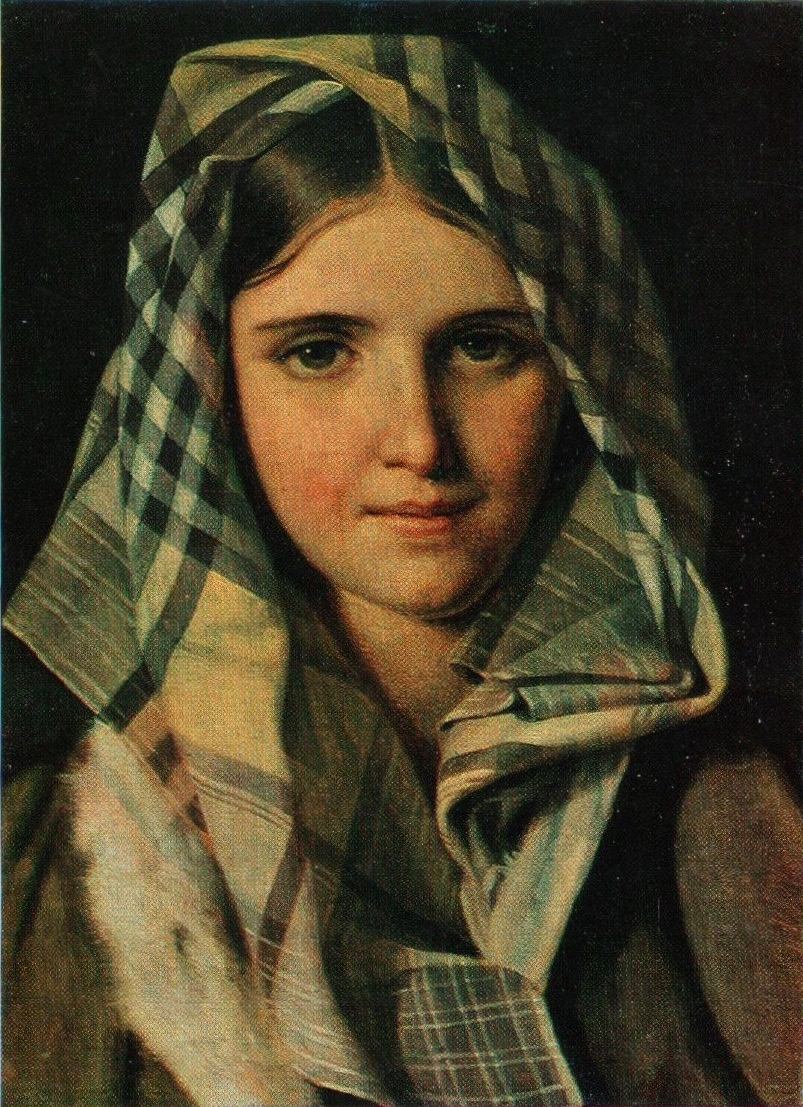
チェック柄のショールを纏う少女
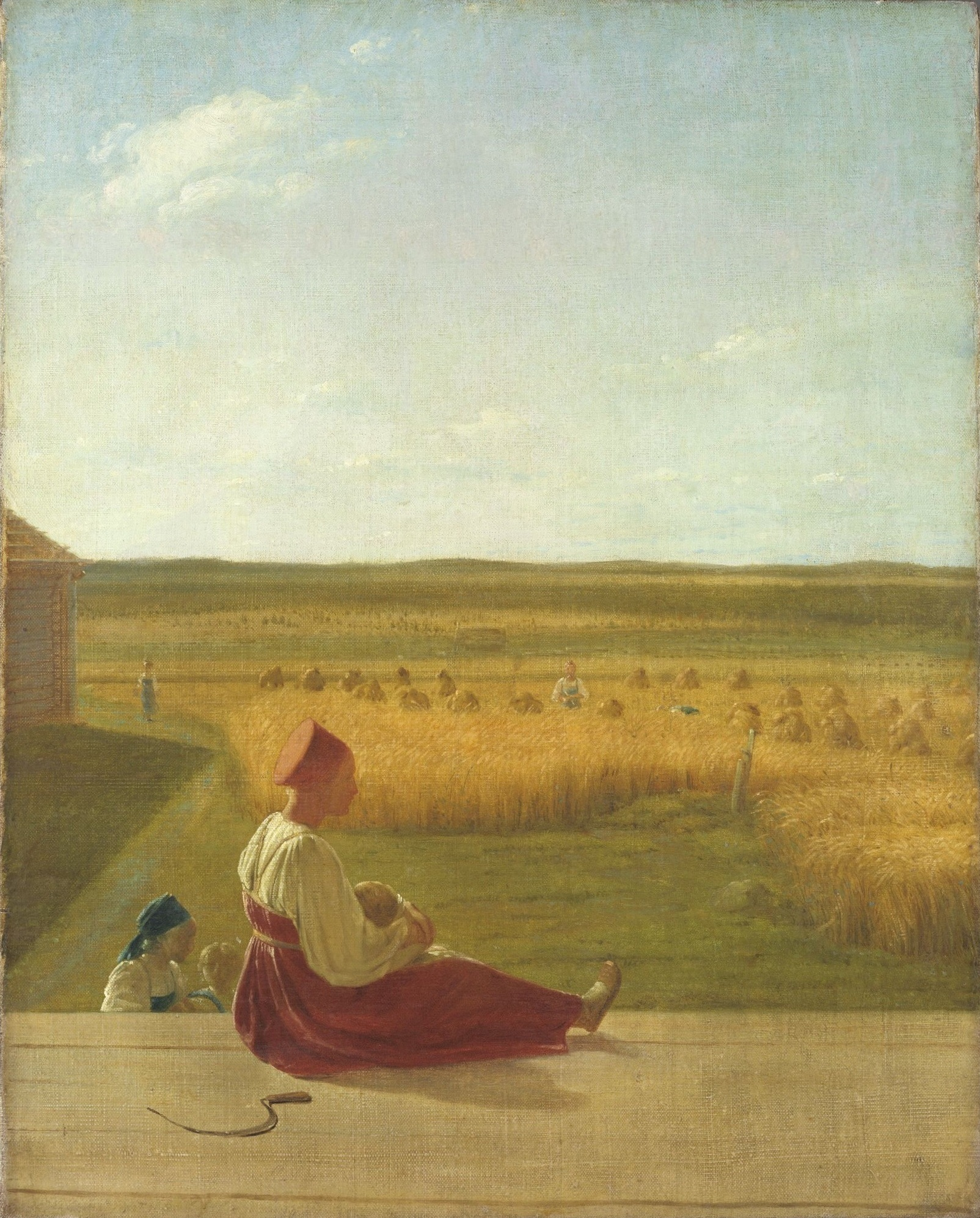
夏、刈り入れ
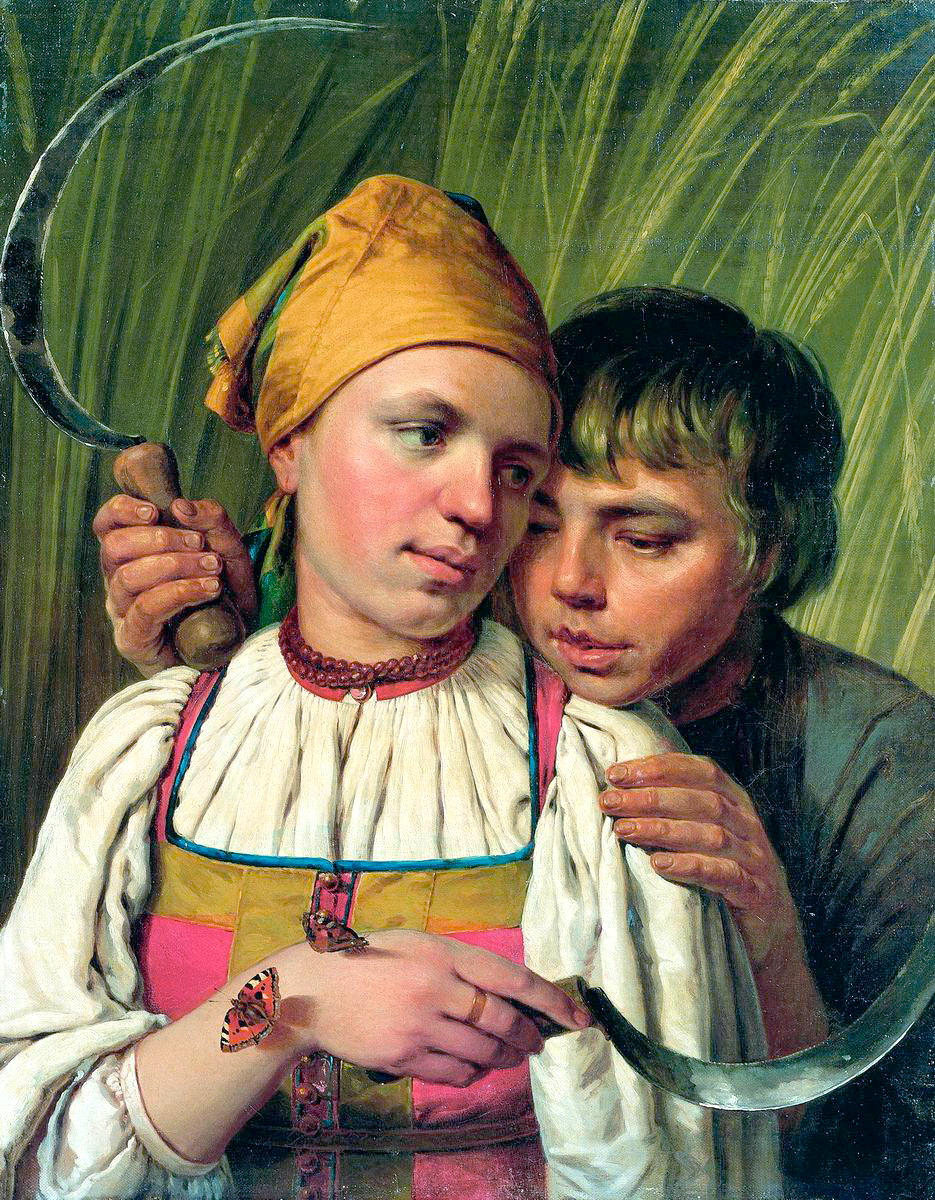
収穫者たち

## 参考
1. ↑  Alexey Venetsianov